# Nephelea pubescens
Nephelea pubescens là một loài thực vật có mạch trong họ Cyatheaceae. Loài này được (Mett. ex Kuhn) R.M. Tryon mô tả khoa học đầu tiên năm 1970.